# Oedipodiella australis
Oedipodiella australis là một loài Rêu trong họ Gigaspermaceae. Loài này được (Wager & Dixon) Dixon mô tả khoa học đầu tiên năm 1922.